# Mouliets-et-Villemartin
Mouliets-et-Villemartin is een gemeente in het Franse departement Gironde (regio Nouvelle-Aquitaine). De plaats maakt deel uit van het arrondissement Libourne. Mouliets-et-Villemartin telde op 1 januari 2022 1.022 inwoners.

## Geografie
De oppervlakte van Mouliets-et-Villemartin bedroeg op 1 januari 2022 15,91 vierkante kilometer; de bevolkingsdichtheid was toen 64,2 inwoners per km².

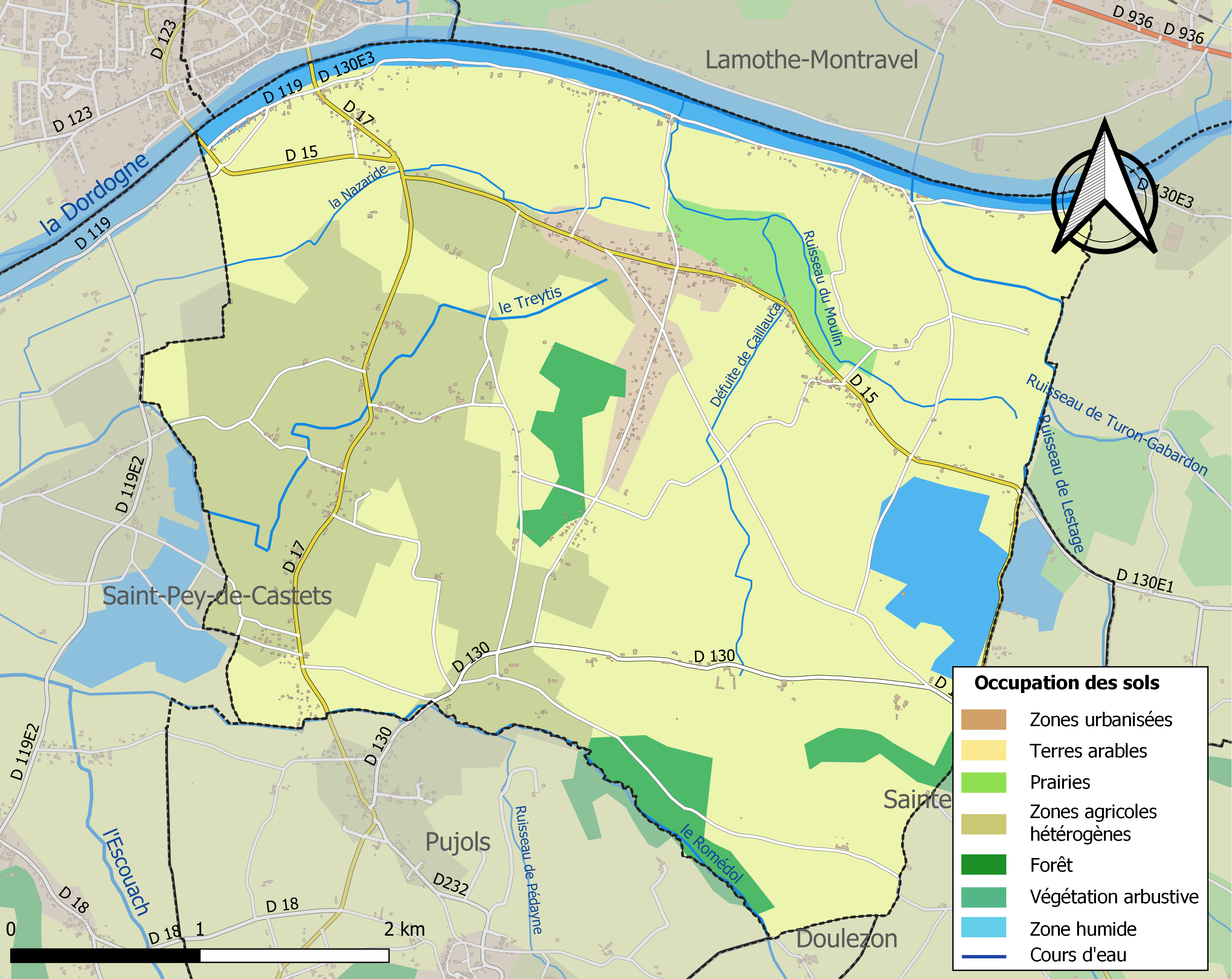
Kaart van de gemeente met belangrijkste infrastructuur, bodemgebruik en omliggende gemeenten

## Demografie
Onderstaande figuur toont het verloop van het inwonertal (bron: INSEE-tellingen).